# Pisa Sporting Club 1952-1953
Questa voce raccoglie le informazioni riguardanti il Pisa Sporting Club nelle competizioni ufficiali della stagione 1952-1953.

## Rosa
| N. |                   | Ruolo | Calciatore         |
| -- | ----------------- | ----- | ------------------ |
|    | Italia (bandiera) | A     | Giuseppe Baiocchi  |
|    | Italia (bandiera) | A     | Franco Bassetti    |
|    | Italia (bandiera) | D     | Amosello Berretta  |
|    | Italia (bandiera) | P     | Efrem Bressan      |
|    | Italia (bandiera) | C     | Elio Canonico      |
|    | Italia (bandiera) | C     | Dario Capparelli   |
|    | Italia (bandiera) | C     | Luciano Filippelli |
|    | Italia (bandiera) | C     | Elio Giannotti     |
|    | Italia (bandiera) | C     | Severino Gorini    |
|    | Italia (bandiera) | P     | Mario Grandi       |

| N. |                   | Ruolo | Calciatore        |
| -- | ----------------- | ----- | ----------------- |
|    | Italia (bandiera) | A     | Mario Lenci       |
|    | Italia (bandiera) | A     | Enzo Loni         |
|    | Italia (bandiera) | C     | Angelo Meini      |
|    | Italia (bandiera) | D     | Luciano Nicolini  |
|    | Italia (bandiera) | D     | Giorgio Pampana   |
|    | Italia (bandiera) | C     | Adelmo Prenna     |
|    | Italia (bandiera) | C     | Piero Romanelli   |
|    | Italia (bandiera) | C     | Vinicio Sabbatini |
|    | Italia (bandiera) | C     | Giancarlo Virgili |